# Agrarismo (México)
El agrarismo en México desempeñó un papel significativo antes, durante y después de la Revolución mexicana, como movimiento de carácter político y social que demanda una justa distribución de la tierra.

## Evolución
El agrarismo mexicano se consolidó en el marco de las luchas de la revolución que dieron lugar a la promulgación de la Constitución Política de los Estados Unidos Mexicanos, uno de cuyos artículos creaba las bases para la reforma agraria.
El movimiento tenía como eje principal la lucha por la reivindicación de los derechos a la tierra, entonces en manos de latifundistas, y tuvo su expresión en el Plan de Ayala, que proponía la expropiación de las tierras y la creación de unidades productivas comunitarias para ser distribuidas entre los grupos de campesinos. En ese contexto, la consigna “La Tierra es para quien la trabaja” fue un lema del zapatismo.
Al comenzar a elaborarse los cambios respecto del régimen latifundista hacia un nuevo sistema de tenencia de la tierra, se plantearon dos modelos posibles: la distribución en forma de "pequeña propiedad" o la creación de ejidos de tenencia comunal. Este último enfoque fue el que prevaleció.
Durante los gobiernos de Venustiano Carranza, Adolfo de la Huerta, Álvaro Obregón, Plutarco Elías Calles y Lázaro Cárdenas, el agrarismo mexicano abandonó la lucha armada y desarrolló diversas experiencias sociales y políticas, entre ellas la conformación de la Confederación Campesina Mexicana, a la que siguió la Confederación Nacional Campesina. 
Durante el sexenio de mandato de Lázaro Cárdenas, se produjo la aceleración en la distribución de las tierras, además de modificaciones en cuestiones vinculadas al crédito, la mejora tecnológica y la gestión de las unidades ejidales. En este período, se repartieron 20 millones de hectáreas entre aproximadamente un millón de campesinos, con el objetivo de lograr superar la línea de la producción de autoconsumo, alcanzar excedentes que permitieran abastecer el mercado interno y eventualmente, obtener saldos exportables.
El agrarismo tuvo una faceta radicalizada, —surgida de las luchas e ideales de Villa y Zapata—, que impulsaba la independencia del movimiento campesino de las decisiones que pudieran tomarse desde el gobierno federal. Úrsulo Galván, Primo Tapia y José Guadalupe Rodríguez Favela fueron algunos de sus líderes. 

En forma paralela, algunas organizaciones como la Asociación Católica de la Juventud Mexicana fundada por Bernardo Bergöend, se oponían a las políticas agraristas por considerar que respondían al modelo político socialista bolchevique.